# Dorfkirche Herzsprung (Angermünde)

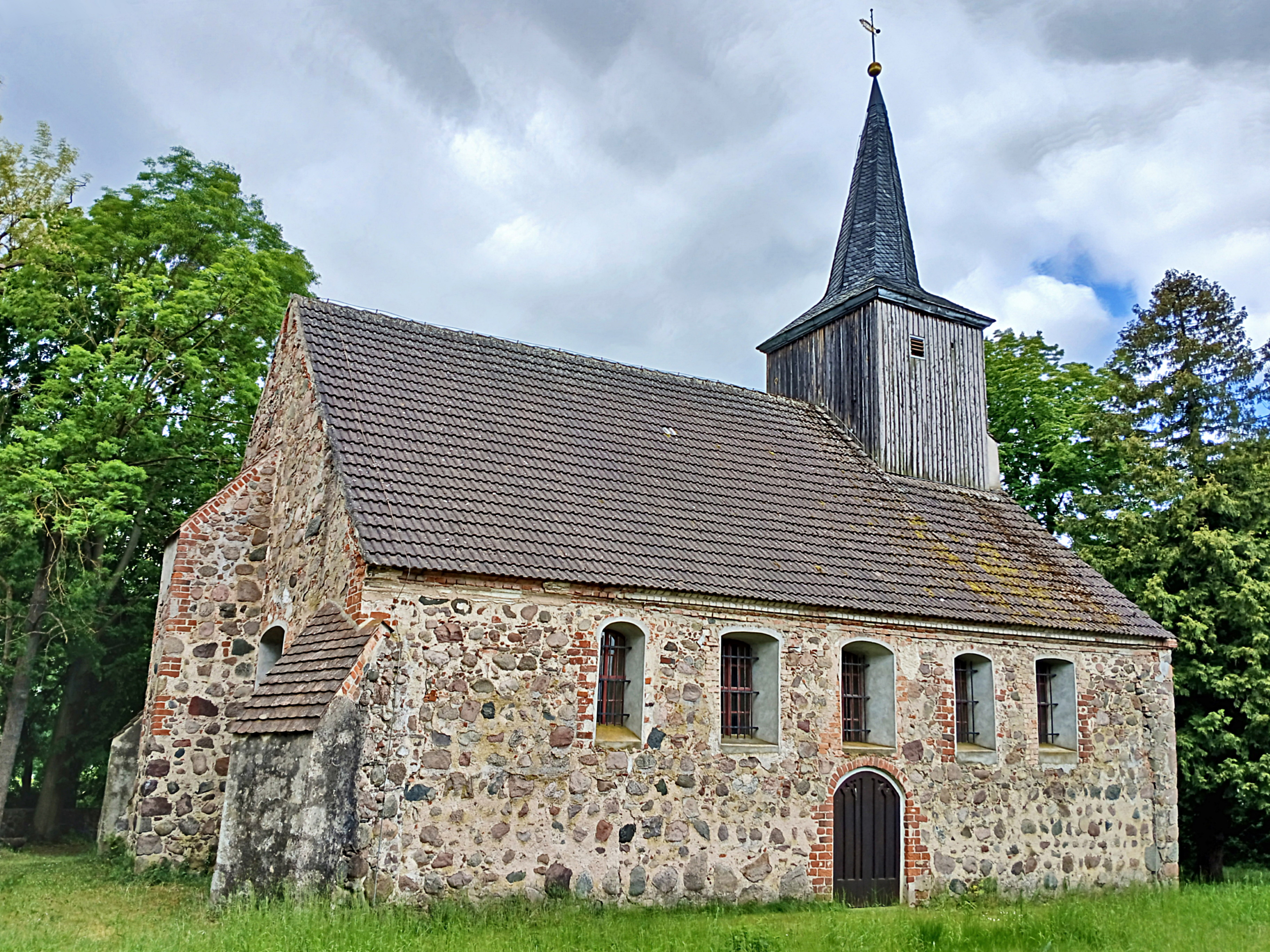
Dorfkirche Herzsprung (Angermünde)

Die evangelische, denkmalgeschützte Dorfkirche Herzsprung steht in Herzsprung, einem Ortsteil der Stadt Angermünde im Landkreis Uckermark in Brandenburg. Die Kirche gehört zum Pfarrsprengel Brodowin-Chorin im Kirchenkreis Barnim der Evangelischen Kirche Berlin-Brandenburg-schlesische Oberlausitz.

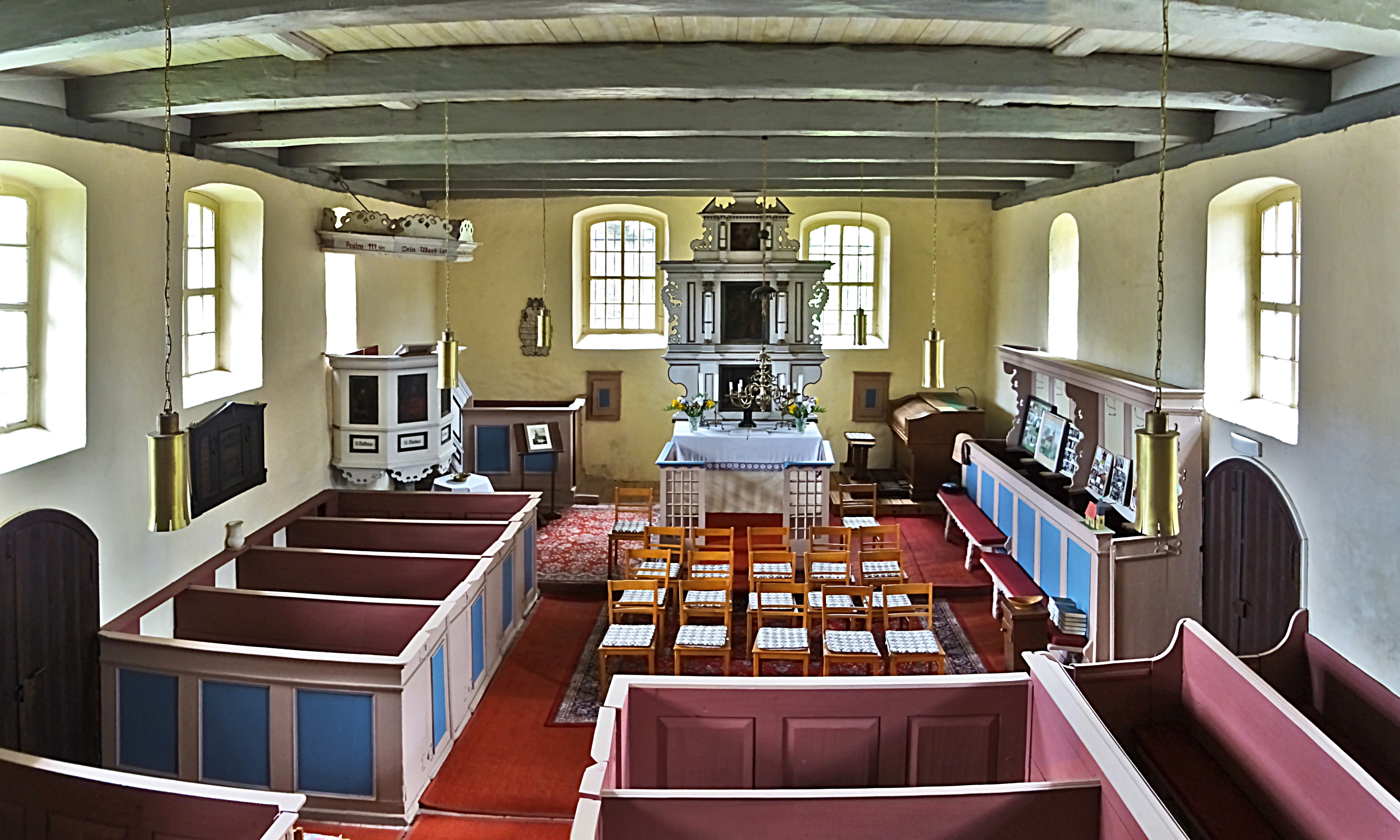
Innenansicht

## Architektur und Ausstattung
Die heutige Saalkirche entstand 1695/96 bei einem Wiederaufbau. Aus dem Satteldach ihres Langhauses erhebt sich seit dieser Zeit im Westen ein mit Brettern verkleideter Dachreiter, der mit einem achtseitigen, schiefergedeckten Knickhelm bedeckt ist. Die Fenster und das Portal wurden im 18. Jahrhundert stichbogig verändert.
Der Innenraum ist mit einer Flachdecke überspannt. Zur Kirchenausstattung gehören ein Altarretabel mit Gemälden vom Abendmahl, von der Kreuzigung und von der Himmelfahrt aus der ersten Hälfte des 17. Jahrhunderts und eine Kanzel mit der Darstellung der vier Evangelisten an der Brüstung. Die Glocke wurde 1817 gegossen, eine zweite von 1409 wurde im Ersten Weltkrieg vernichtet. Der 1933 als Ersatz neu angeschafften Glocke ereilte im Zweiten Weltkrieg dasselbe Schicksal.